# Américo Gallego
Américo Rubén Gallego (Morteros, 25 aprile 1955) è un allenatore di calcio ed ex calciatore argentino, di ruolo centrocampista centrale.
Tra gli anni settanta e ottanta ha giocato nel Newell's Old Boys di Rosario e nel River Plate di Buenos Aires. Ha disputato 73 partite nella nazionale argentina, con cui ha vinto il campionato mondiale del 1978.

## Carriera

### Giocatore
Gallego fece il proprio debutto in Primera División il 15 dicembre 1974, in occasione di un match vinto per 3-1 dal Newell's sul Talleres. Dopo un primo anno da riserva, nella stagione 1975 poté guadagnarsi una maglia da titolare e segnare il suo primo gol in campionato, il 30 maggio 1975 contro il Gimnasia y Esgrima. Rimase sette anni al Newell's, fino al 1981, prima di andare a vestire la maglia di una delle due grandi del calcio argentino, il River Plate.
Giocò con i Millonarios per sette stagioni, ritirandosi al termine della stagione 1987/1988. Fu con i bianco-rossi che vinse i titoli più importanti a livello di club: due campionati argentini (un Nacional e un Primera División), una Coppa Libertadores, una Coppa Intercontinentale ed una Coppa Interamericana. Giocò la sua ultima gara l'8 maggio 1988, un River-Banfield chiusosi 3-1 per i padroni di casa. In totale ha preso parte, in quattordici anni di attività, a 440 incontri di campionato, segnando 35 gol.
Nel 1978 Gallego fece parte della nazionale argentina che vinse la Coppa del Mondo battendo l'Paesi Bassi in finale per 3-1. Quattro anni dopo partecipò al campionato del mondo in Spagna, in cui l'Argentina venne eliminata al secondo turno dall'Italia, poi vincitrice del mondiale.

### Allenatore
Dopo il ritiro intraprese la carriera di tecnico. Fu assistente dell'allenatore del River Daniel Passarella dal 1990 al 1994, anno in cui questi decise di assumere l'incarico di commissario tecnico della Nazionale argentina. Gallego venne così chiamato a guidare la squadra: il primo torneo giocato, l'Apertura 1994, fu vinto dal River senza subire alcuna sconfitta. Nel 1995 il Tolo raggiunse Passarella in Nazionale, diventandone nuovamente il vice; nel 1998 ritornò al River, conquistando un altro campionato nazionale due anni dopo.
Nel 2002 guidò l'Independiente alla vittoria in campionato, mettendo la parola fine ad un digiuno di otto anni. Nel 2004, dopo 23 anni di lontananza, tornò al Newell's Old Boys: proprio in quell'anno, con lui in panchina, la squadra rosarina conquistò il titolo nazionale. Con questo successo Gallego è diventato il secondo allenatore ad aver vinto la Primera División argentina con tre differenti squadre: prima di lui vi era riuscito solo José Yudica, che aveva allenato vittoriosamente l'Argentinos Juniors, il Quilmes e il Newell's.
Questi record attirarono l'attenzione di alcune squadre straniere, specialmente in Messico. Dopo aver lasciato il Newell's Old Boys, Gallego scelse di andare al Toluca, squadra messicana. Pur avendo ricevute diverse critiche per il suo gioco difensivista e per la scelta di puntare sui giovani, queste scelte lo hanno premiato: nel 2005 il Toluca ha vinto il Tornéo Apertura, mentre lo stesso Gallego è stato nominato miglior allenatore del campionato messicano. Con questa vittoria ha raggiunto Alfredo Di Stéfano nella classifica degli allenatori vincitori del torneo nazionale con quattro team diversi.
Dopo aver vinto anche la Champions Cup, ha rescisso il contratto con il Toluca. Nel 2007 ha firmato per l'UANL Tigres, da cui viene esonerato nel febbraio 2008.
Nel 2009 subentra a Claudio Borghi sulla panchina dell'Independiente.
Vi rimane fino al 2010, quando gli subentra Daniel Garnero.
Nel febbraio 2011 passa al Colo-Colo in sostituzione a Diego Cagna.
Nel 2012 torna in Argentina per allenare nuovamente Independiente, ma non riesce ad evitare la prima storica retrocessione del club in Primera B Nacional.
A novembre 2014 torna sulla panchina del Newell's Old Boys.

## Palmarès

### Giocatore

#### Club

##### Competizioni nazionali
- Campionato argentino: 2

River Plate: 1981, 1985-1986

##### Competizioni internazionali
- Coppa Libertadores: 1

River Plate: 1986
- Coppa Intercontinentale: 1

River Plate: 1986
- Coppa Interamericana: 1

River Plate: 1986

#### Nazionale
- Campionato mondiale: 1

Argentina: 1978

### Allenatore
- Campionato argentino: 4

River Plate: Apertura 1994, Clausura 2000
Independiente: Apertura 2002
Newell's Old Boys: Apertura 2004
- Campionato messicano: 1

Toluca: Apertura 2005